# Григорівка (Бахмацька міська громада)
Григорі́вка — село в Україні, у Бахмацькій міській громаді Ніжинського району Чернігівської області
Село постраждало внаслідок геноциду українського народу, проведеного урядом СРСР 1932—1933 та 1946—1947.
У селі — однойменна залізнична станція на лінії «Бахмач — Ромодан». До 2020 сільській раді підлягало селище Веселе.

## Населення

### Мова
Розподіл населення за рідною мовою за даними перепису 2001 року:
| Мова       | Кількість | Відсоток |
| ---------- | --------- | -------- |
| українська | 1210      | 98.61%   |
| російська  | 15        | 1.23%    |
| білоруська | 1         | 0.08%    |
| румунська  | 1         | 0.08%    |
| Усього     | 1227      | 100%     |

## Історія
Село засновано 1700 на землях Прилуцького полку Гетьманщини. Гайворонський козак Корній Салогуб купив у Германа Черниша обійстя, загатив греблю і побудував млин, створив хутір, який із усіма угіддями за гетьманування Іоанна Мазепи продав канцеляристу Григорію Григор'єву. Цей хутір і дістав назву Григорівка.
1730 Михайло Скоропадський, дідич григорівський, ініціював спорудження першої церкви у селі, про що отримав дозвіл з Київської митрополії. А вже 1737 Свято-Михайлівська церква була збудована і була отримана митрополича грамота на спорудження у ній іконостаса, про що знайдені відповідні документи в одному з київських архівів джерелознавцем Романом Захарченком.
Після 1775 року переважає кріпацьке населення — на відміну від довколишніх козацьких сіл, які зберегли свою станову свободу аж до 1920-тих років.
1838 тут зупинявся московський композитор М. Глинка, а 1843 — поет Т. Шевченко. У цей час село належало нащадку гетьманського роду — П. Скоропадському. На честь перебування Шевченка в селі 1959 встановлено пам'ятний знак, а 1964 — пам'ятник.
1866 в селі 272 двори з населенням 2651 жителів, а 1897—461 двір з населенням 3428. У XIX столітті в селі працювало два винокурні заводи, продукція яких продавалася в шинках та ярмарках. Щороку в селі відбувалося три ярмарки, на які привозилося товарів на суму 3200 карбованців. 1800 збудовано муровану Михайлівську церкву, а 1871 — земську школу. Близько 1905 року в селі побудовано нове приміщення школи, у якому й зараз знаходиться загальноосвітня школа.
Про село згадка у довіднику «Малоросія»:
| Наступна станція Лібаво-Роменської залізниці – Григорівка – у 12 верстах від попередньої [від Дмитрівки]. Станція відвантажує 1,4 мільйона пудів вантажу, а отримує не більше 0,8 мільйона пудів. У двох верстах на північний схід від станції лежить село Григорівка Конотопського повіту, яке й дало свою назву станції. У ньому близько 1800 мешканців, церква й три ярмарки на рік. У селі знаходиться економія М.О. Шереметєва “Григорівська” у 900 десятин; сівообіг прийнятий трипільний з посівом на паровому полі 25 десятин кормового буряку. Є завод [тут мається на увазі племінна станція] верхових коней; приплод йде у армійський ремонт [тобто запас коней]. Розплоджується велика рогата худоба сімментальскої породи” |.
1917 — у складі УНР. В селі налічувалося 856 дворів з населенням 3007 жителів. 1919 року з приходом до влади в Україні гетьмана Скоропадського у селі було страчено першого голову революційного комітету Гната Васильовича Ярмошенка , який згідно постанов лютневої революції 1917 року, реквізував поміщицькі землі і роздавав їх селянам. Страта відбулася у дворі поміщика Покорського, катами були Пащенко і Гапоненко з села Голінка, про що свідчить напис на пам'ятнику.  1921 окупаційна влада російських комуністів закріпилася, але не ризикувала втручалася у традиційний спосіб життя селян. Тільки 1928 почалося насильницьке затягування селян до так званих комун, першою з яких була «Зміна». Підкоривши сільських лідерів та паралізувавши самостійні господарства григорівців, влада на селі перейшла до терору голодом.

## Голодомор
Село постраждало внаслідок геноциду українців 1932-33. 1932 у селі почалися бунти проти влади та її агентів-комсомольців, які грабували і старих, і багатодітних. З огляду на дружній опір незаконній конфіскації продуктів село, за поданням Бахмацького райкому КПУ, село піддано тортурам чорною дошкою — одне з двох на весь Дмитрівський район (тепер частина Бахмацького).
За програмою Чернігівської ОДА опитано мешканців села 1920—1928 років народження, які дали, зокрема, й такі свідчення про перебіг терору голодом: «Люди дуже страждали, не було що їсти. Їли жом, макуху і цвіт кліверу, пухли від голоду. В ті часи померли дід і баба, тобто батькові мати і батько. Але не було за що ховати, то викопали яму і в одну поховали.» Опитуваний — Ольшаник Олександра Петрівна, 1923 р.н.; «Коли розпочалась голодовка, мені було 10 років. Не було чого їсти. Їли буряки та бур'ян. Люди, що помирали від голоду, валялися і під парканом. У кого що було з продуктів, усе забирали. Від голоду померла старша сестра, а також Бідний Микола Тимофійович. Радянська влада все забрала, насилали „поляків“, щоб усе забирали, щоб люди від голоду помирали.» Опитуваний — Кравець Павло Федотович, 1923 р.н.
Комуністична влада розвалила Михайлівську церкву села Григорівка, ведучи пропаганду безбожництва та українофобії.

## Друга світова війна
Після укладення сталінсько-гітлерівського союзу 1939, комуністична влада готувала молодь села до інтервенції в Європу. Проте на початку вересня 1941 сама тікала з Григорівки, не спромігшись організувати жодного дієвого підпілля. 1943, вдершись до села, сталіністи провели повторну мобілізацію чоловіків Григорівки. Так що всього у сутичках на німецько-радянській війні брало участь 508 мешканців села — практично кожен другий дорослий мешканець Григорівки.
Сталінська влада довела до смерті на фронтах 374 григорівця — понад 60 % від насильно мобілізованих. До 1957 сталіністи відмовлялися вшановувати ці жертви, аж поки за часів Хрущова не почали централізовано встановлювати пам'ятники загиблим. Щоправда, під комуністичною символікою — для ідеологічного терору проти нового покоління селян.

## Демографія
На початку 1970-их замешкувало 1,866 осіб. З сер. 1960-их має тенденцію до зменшення, аж до ознак демографічної кризи. Ця криза спровокована акцією Голодомору в Україні 1932—1933, масовою мобілізацією чоловіків репродуктивного віку до сталінського війська у 1943 та вимиванням працездатного населення на некваліфіковані роботи до міста — 1960-ті роки.

## Сучасний стан
У селі будується нова цегляна церква, коштом громади села. Православна парафія у липні 2017 року, одностайним рішенням зборів, перейшла від УПЦ (МП) до УПЦ (КП).
Старовинна церква с. Григорівка, як і більшість церков Бахмацького району, знищена комуністичною владою у 1930-их роках.
12 червня 2020 року, відповідно до розпорядження Кабінету Міністрів України № 730-р «Про визначення адміністративних центрів та затвердження територій територіальних громад Чернігівської області», увійшло до складу Бахмацької міської громади.
19 липня 2020 року, в результаті адміністративно-територіальної реформи та ліквідації Бахмацького району, село увійшло до складу Ніжинського району Чернігівської області.

## Відомі особистості
- Горлач Микола Іванович (1923—2017) — український історик.
- Старовійт Микола Михайлович (1898—1973) — український військовик і мемуарист, один з найвпливовіших представників української інтелігенції у Лос-Анджелесі.
- Маціяка Анатолій Дмитрович (1934—2019) — бандурист, композитор, диригент та педагог.
- Шаповал Дмитро (1997—) — діагональний збірної України з волейболу[5]